# غابرييلا راسبوني سباليتي
غابرييلا راسبوني سباليتي (Gabriella Rasponi Spalletti (1853-1931 ناشطة نسوية إيطالية ومدرسة وعالمة وصاحبة أعمال خيرية كرست نفسها لتحسين ظروف النساء وأسست عام 1897 مدرسة للتطريز في كاراتا، توساني. وفي عام 1903 وكونها رئيسة المجلس الوطني للنساء الإيطاليات فقد دعمت حقوق التصويت للنساء وكانت خلف النجاح البارز للمؤتمر الوطني للنساء الإيطاليات.

## سيرة الحياة
وُلدت غابرييلا راسبوني سباليتي في رافينا في 10 نيسان 1853 لعائلة أرستقراطية وكانت الابنة البكر للكونت سيزار راسبوني مورات (1832-1906) وهو سياسي ونائب قنصلي وليتزيا راسبوني مورات (1832-1906) وبعد فترة قصيرة قضتها في دير تعلمت في المنزل بواسطة مدرسين خصوصيين وعام 1870 تزوجت السياسي الكونت فينسيسلاو سباليتي تريفيلي والذي أنجبت منه خمسة أطفال عاش منهم ثلاثة وهم: كارولينا (1873-1940) جيامباتيستا (1890-1940) وسيزار (1892-1967).
بعد انتقالها إلى روما برفقة زوجها وأسرتها عام 1894 أصبحت راسبوني سباليتي عضوا في مجلس الصليب الأحمر الإيطالي وانضمت إلى جمعية النساء حيث كانت مسؤولة عن الإمدادات الطبية وجمع التمويل والعضوية ودعمت مع زوجها الأعمال الخيرية وعام 1897 افتتحت داراً للتطريز في كاراتا ولم تنعش بذلك الفنون والحرف المحلية فحسب وإنما تطورت إلى مؤسسة تعاونية مزدهرة فيها مئات المطرزين.
أصبحت في روما صاحبة صالون أدبي تدعو الكتَّاب والفلاسفة والصحفيين والسياسيين إلى منزلها المقابل لقصر كيرينالي وشمل الزوار الذكور ماركو مينغيتي وروجيرو بونغي ولكن يوجد أيضا العديد من النساء المؤثرات، منهن دورا ميلغاري وأنطونيتا جياكوميلي غويسبينا ليمار مقدماتٍ دعماً لاهتماماتها في المجال الاجتماعي وأعمال النساء.
بعد وفاة زوجها عام 1899 كرست جهوداً جديداً للحركة النسوية محددة النشاطات الفكرية والتعلمية للنساء وبعد إحيائها للاتحاد الروماني لأعمال النساء أسست عام 1903 المجلس الوطني للنساء الإيطاليات.
في حين جذب المؤتمر الوطني للنساء الإيطاليات في روما المنعقد عام 1908 أكثر من ألف مشاركة إلا أن الدعوات لمسح الدين من المدارس من قبل الاشتراكية ليندا مالناتي المدعوم من راسبوني سباليتي جعل الكاثوليك يغادرن ويؤسسن الاتحاد النسائي الكاثوليكي الإيطالي.
توفيت غابرييلا راسبوني سباليتي في روما في 29 أيلول 1931.